# گاوین لمبرت
گاوین لمبرت (انگلیسی: Gavin Lambert؛ ۲۳ ژوئیه ۱۹۲۴ – ۱۷ ژوئیه ۲۰۰۵) یک فیلم‌نامه‌نویس، و رمان‌نویس و شرح حال‌نویس اهل ایالات متحده آمریکا بود که برای مدتی از عمرش را در هالیوود زندگی کرده‌است. نوشته‌های او عمدتاً داستانی و غیرداستانی در مورد صنعت فیلم بوده‌است.